# Johann von Lamont

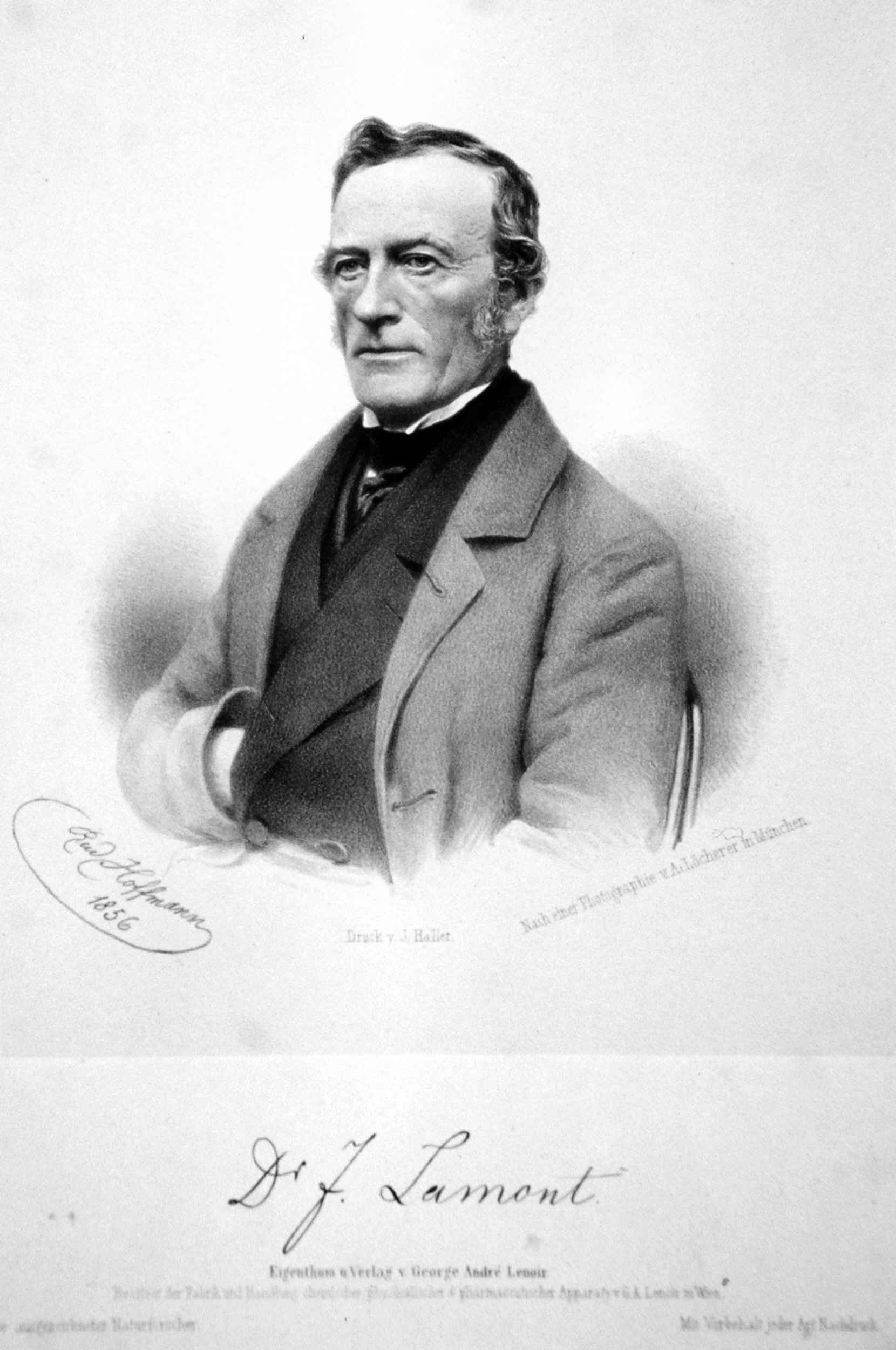
Johann von Lamont, Lithographie von Rudolf Hoffmann, 1856

Johann von Lamont

Johann von Lamont oder gebürtig John Lamont (* 13. Dezember 1805 in Corriemulzie, Braemar, Schottland; † 6. August 1879 im Münchner Stadtteil Bogenhausen) war ein schottisch-deutscher Astronom und Physiker und gilt als Pionier der Erforschung des Erdmagnetismus. Von 1835 bis zu seinem Tod war er Direktor der Sternwarte Bogenhausen.

## Leben
Nach dem frühen Unfalltod seines Vaters (er stürzte 1816 vom Pferd) erhielt er durch Vermittlung des Dekans der Schottischen Benediktiner ein Stipendium für das Theologiestudium in Regensburg (1817). Dort besuchte er das Königlich-Bayerische Gymnasium am Ägidienplatz, die Vorläuferschule des Albertus-Magnus-Gymnasiums. Er sollte eigentlich zum Theologen ausgebildet werden, fiel aber auch auf den Gebieten der Mathematik und der Naturwissenschaften als begabt auf und wurde daher auch in diesen Disziplinen sowie in Mechanik gefördert; besonders letzteres kam ihm später beim Konstruieren von neuartigen Messgeräten für den Erdmagnetismus und die Astronomie zugute. Ab 1827 arbeitete er als Gehilfe von Johann Georg von Soldner an der Sternwarte Bogenhausen, ab 1828 auf einer Assistentenstelle. Im März 1830 wurde er an der Universität in München promoviert. Nach dem Tod Soldners (1833) übernahm Lamont zunächst kommissarisch die Leitung der Sternwarte und wurde im Juli 1835 gegen starke Konkurrenz zum Konservator der Sternwarte ernannt.
Er wurde 1835 zunächst zum außerordentlichen und 1837 zum ordentlichen Mitglied der Bayerischen Akademie der Wissenschaften gewählt. 1845 wurde er Ehrenmitglied (Honorary Fellow) der Royal Society of Edinburgh. 1853 wurde Lamont zum Professor für Astronomie an die Ludwig-Maximilians-Universität München berufen.
Mit Beginn der Erforschung des Erdmagnetfelds durch Alexander von Humboldt und Carl Friedrich Gauß in den frühen 1830er Jahren interessierte sich Lamont zunehmend für dieses Wissensgebiet. Als die beiden zusammen mit Wilhelm Weber 1836 den Göttinger Magnetischen Verein gründeten, wurde Lamont noch im selben Jahr Mitglied. Im selben Jahr führte er auch schon erste Messungen des Erdmagnetismus in München durch und bemühte sich um die Finanzierung eines geomagnetischen Observatoriums in München. Im Januar 1840 wurden die nötigen Gelder vom damaligen bayrischen König Ludwig I. zur Verfügung gestellt und bereits am 1. August 1840 konnte mit den Messungen begonnen werden. Lamont entwickelte unter anderem einen Reisetheodolit, der Mitte des 19. Jahrhunderts rasch zum Standardmessgerät für Observatorien und für die Vermessung regionaler Magnetfelder wurde. Aufgrund seiner vielen Messungen erstellte er für Bayern die ersten mitteleuropäischen Landkarten zum Erdmagnetismus. In den Jahren 1848 bis 1854 erstellte er mit Hilfe dieses Instruments Karten mit den magnetischen Isolinien für die süddeutschen Staaten. Diese waren die ersten ihrer Art in Mitteleuropa. Am Mitte der 1850er Jahre dehnte er seine Vermessungtätigkeit auf Westeuropa aus und erstellte entsprechende Karten für Frankreich, Spanien, Portugal, Holland, Belgien, Dänemark und Preußen.

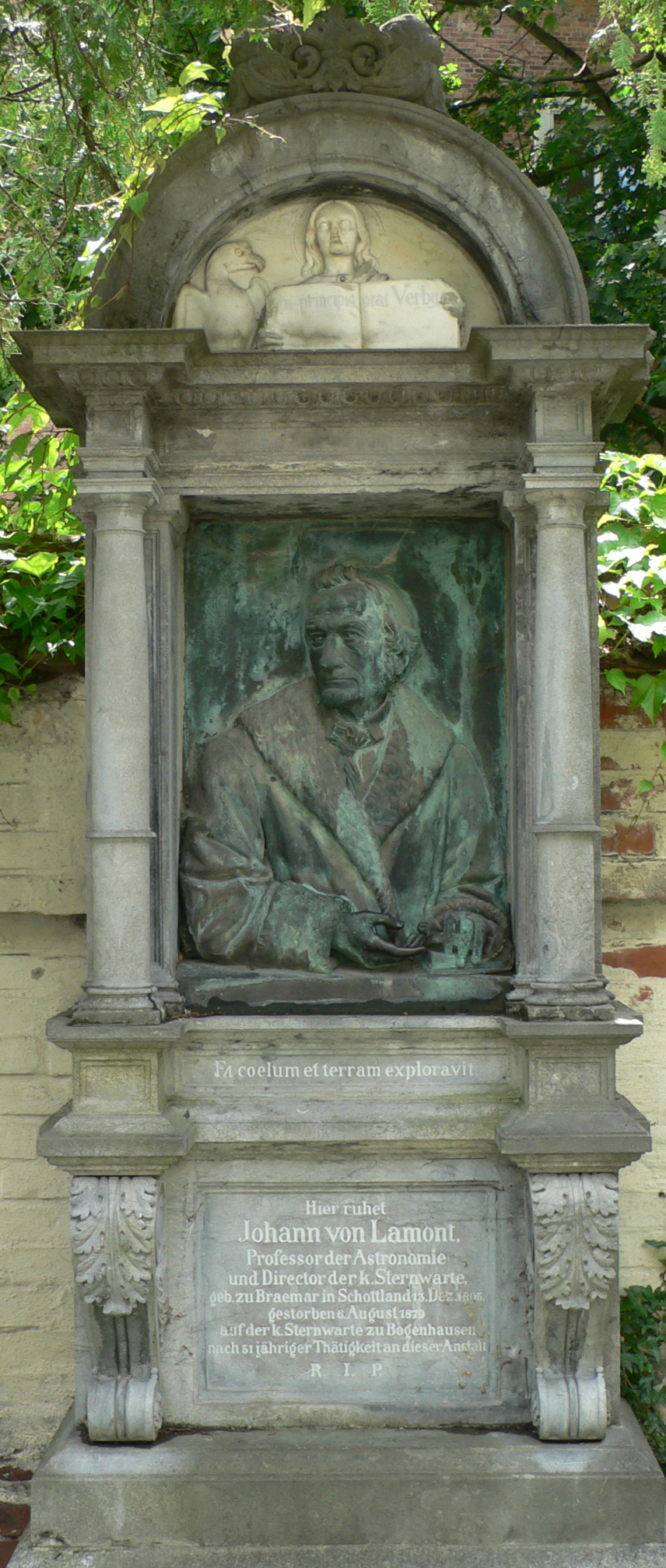
Grab auf dem Bogenhausener Friedhof

Sein wichtigster Beitrag zur Naturerforschung aber ist die Entdeckung, dass das Erdmagnetfeld periodischen Schwankungen unterworfen ist. Anhand der Beobachtung seiner Monde bestimmte Lamont auch die Masse des Uranus neu.

## Lamont Stipendien
Lamont stiftete das „Lamont'sche Universitätsstipendium für Mathematik“, das 1854 eingerichtet wurde. Zweck war die „Heranbildung junger Gelehrter in Mathematik, Physik und Astronomie, in zweiter Linie zur Förderung des höheren Studiums der Naturwissenschaften überhaupt. Die Bewerber müssen katholisch und geborene Bayern sein.“ Einer der Stipendiaten war der Anatom und Zoologe Theodor Boveri.

## Werke
- Ueber die Nebelflecken: eine öffentliche Vorlesung. [Hübschmann], München 1837 Digitalisat
- Handbuch des Erdmagnetismus. Berlin 1849
- Observationes astronomicae in specula regia Monachiensi (Hrsg.)
- Annalen der Königlichen Sternwarte bei München (Hrsg.)

## Auszeichnungen
- 1867 wurde Lamont von König Ludwig II. mit dem Verdienstorden der Bayerischen Krone ausgezeichnet und dadurch unter dem Namen „Johann Ritter von Lamont“ in den persönlichen Adelsstand erhoben.
- Der Lamont-Krater auf dem Mond, ein Krater auf dem Mars und der Asteroid (8368) Lamont wurden nach ihm benannt.
- Ehrenmitglied der naturforschenden Gesellschaft zu Bamberg[5]
- 1846 Mitglied der Leopoldina[6]
- 1858 erhält Johann von Lamont den Nordstern-Orden